# John Spilsbury
John Spilsbury (* 1739; † 3. April 1769) war ein britischer Kartograf und Kupferstecher. Am bekanntesten ist er als Erfinder des Puzzles.

## Leben

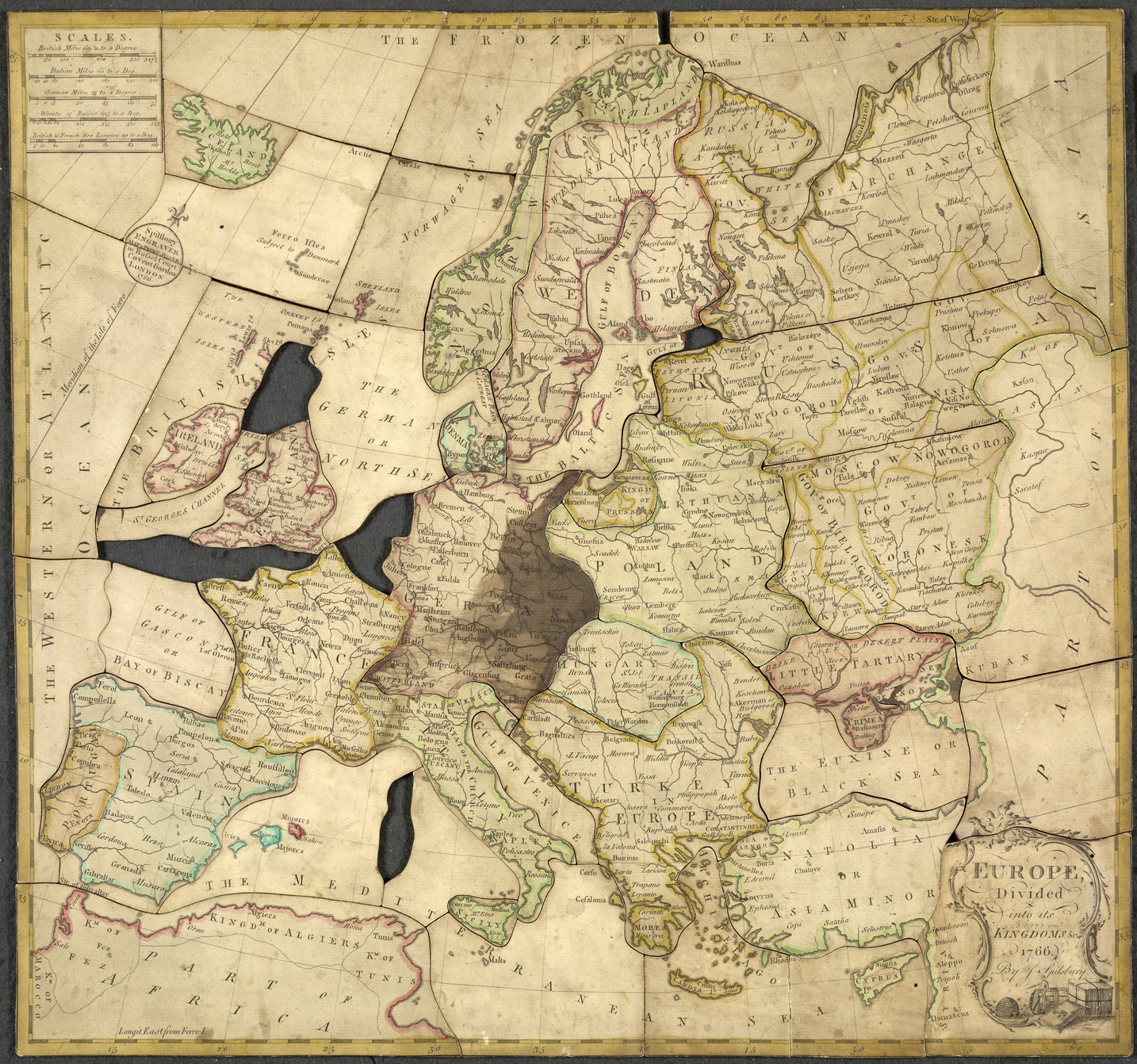
Spilsburys Puzzle, 1766

John Spilsbury war der mittlere von drei Söhnen von Thomas Spilsbury, sein älterer Bruder der Kupferstecher Jonathan Spilsbury. Diese beiden Brüder werden aufgrund der ähnlichen Namen oft verwechselt. Er wurde von Thomas Jefferys ausgebildet, dem Königlichen Geografen von König George III.
Aus seiner beruflichen Tätigkeit ergab sich das erste dokumentierte Puzzle: 1766 schnitt Spilsbury die verschiedenen Länder einer auf Holz aufgebrachten Weltkarte aus, um damit Geografie zu lehren. Später fertigte er solche jigsaw puzzles – „Stichsägenrätsel“ – für die einzelnen Kontinente sowie England, Irland, Schottland und Wales an.